# 7910 Алексола
7910 Алексола (1976 GD2, 1986 EC2, A908 AD, 7910 Aleksola) — астероїд головного поясу, відкритий 1 квітня 1976 року.
Тіссеранів параметр щодо Юпітера — 3,602.